# 罗兹多利亚 (贝雷斯廷区)
49°17′30″N 35°36′20″E / 49.29167°N 35.60556°E
羅茲多利亞（烏克蘭語：Роздолля）是位於烏克蘭東部的村莊，由哈爾科夫州贝雷斯廷区的納塔利內市鎮負責管轄。該村始建於1780年，面積1.23平方公里，海拔高度145米，2001年人口71，人口密度每平方公里57.7人。